# Papa Chico
Papa Chico è un singolo di Tony Esposito, inserito nell'album As tu as, pubblicato nel 1985. Raggiunse i primi posti nelle classifiche in Austria e in Italia, e diventò il maggior successo del cantante dopo Kalimba de Luna.

## La versione di Boney M.
Nel 1994 è stata realizzata una cover del brano dal gruppo musicale Boney M., registrata dalla cantante della band Liz Mitchell come una delle quattro tracce per la raccolta More Gold - 20 Super Hits Vol. II, ma il singolo non ebbe molto successo.